# Gehyra rohan
Gehyra rohan (мануська дтелла) — вид геконоподібних ящірок родини геконових (Gekkonidae). Ендемік Папуа Нової Гвінеї.

## Поширення і екологія
Мануські дтелли мешкають на островах Манус і Лос-Негрос в групі островів Адміралтейства та на острові Муссау в групі островів святого Маттія. Вони живуть на стовбурах дерев у вологих тропічних лісах.